# Chlorówka drobna

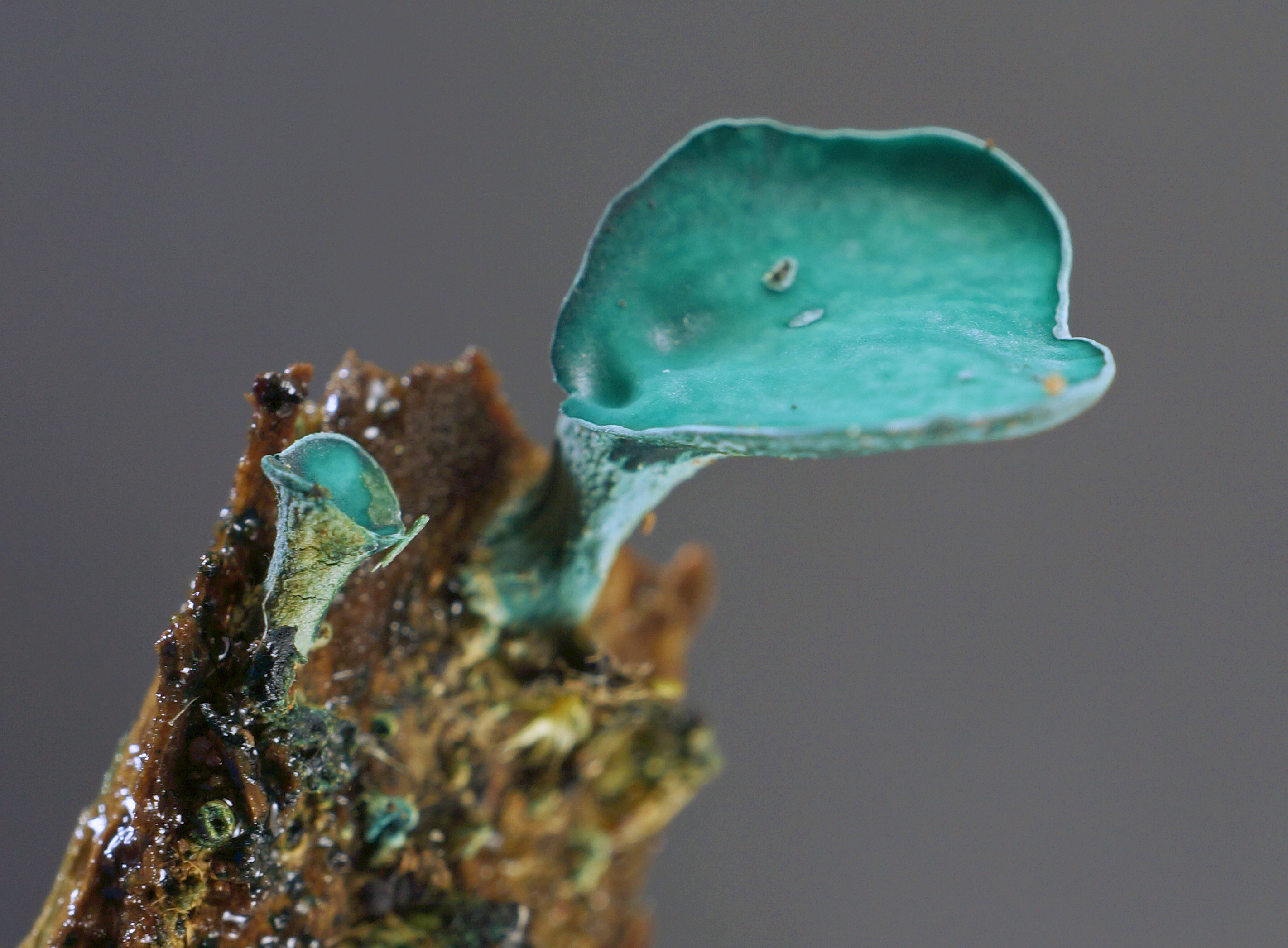

Chlorówka drobna, zieleniak drobny (Chlorociboria aeruginascens (Nyl.) Kanouse ex C.S. Ramamurthi, Korf & L.R. Batra) – gatunek grzybów.

## Systematyka i nazewnictwo
Pozycja w klasyfikacji według Index Fungorum: Chlorociboria, Chlorociboriaceae, Helotiales, Leotiomycetidae, Leotiomycetes, Pezizomycotina, Ascomycota, Fungi.
Po raz pierwszy takson ten zdiagnozował w 1868 r. William Nylander nadając mu nazwę Peziza aeruginascens. Obecną, uznaną przez Index Fungorum nazwę nadali mu w 1958 r. Kanouse, C.S. Ramamurthi, Korf & L.R. Batra, przenosząc go do rodzaju Chlorociboria.
Niektóre synonimy naukowe:
- Chlorociboria aeruginascens (Nyl.) Kanouse 1947
- Chlorosplenium aeruginascens (Nyl.) P. Karst. 1871
- Chlorosplenium brasiliense Berk. & Cooke 1877
- Peziza aeruginascens Nyl. 1868

Nazwa polska według M. A. Chmiel. W polskim piśmiennictwie mykologicznym gatunek ten opisywany był również jako zieleniak drobny (Chlorosplenium aeruginascens), według Index Fungorum jest to tylko synonim.

## Morfologia
Owocnik
Typu apotecjum z bardzo krótkim trzonem, początkowo miseczkowaty, w trakcie rozwoju coraz bardziej rozszerzający się i osiągający średnicę 2–5 mm. Obydwie powierzchnie (górna i dolna) gładkie, niebieskozielone (grynszpanowe). Trzon o długości do 2 mm, centralny lub nieco ekscentryczny.
Cechy mikroskopowe
Parafizy nitkowate, 70–80 × 1 µm z nieco ostrymi wierzchołkami, szkliste, o szerokości 1–1,5 µm, gładkie. Ich cylindryczne komórki końcowe często są skręcone lub wykrzywione. Zarodniki 6–8 × 1–2 µm, o kształcie od półwrzecionowatego do prawie cylindrycznego, gładkie, z dwoma niewielkimi gutulami; po jednej na każdym końcu.

## Występowanie i siedlisko
Grzyb naziemny, saprotrof występujący na martwym drewnie. Rozwija się na dobrze spróchniałych, pozbawionych kory kłodach i gałęziach, zarówno drzew liściastych, jak iglastych. W miejscu jego rozwoju drewno zmienia barwę na zieloną, ale owocniki zwykle pojawiają się latem i jesienią. Pojawiają się dość rzadko, częściej grzyb występuje tylko w postaci grzybni zabarwiającej drewno na zielono. Takie drewno dębów zabarwione przez Chlorociboria aeruginosa często nazywa się „zielonymi dębami”.